# Simone Vanni
Simone Vanni (ur. 16 lutego 1979 w Pizie) – włoski szermierz, florecista, złoty medalista olimpijski i wielokrotny medalista mistrzostw świata.
Podczas igrzysk olimpijskich w Atenach w 2004 roku reprezentacja Włoch w składzie: Andrea Cassarà, Salvatore Sanzo i Simone Vanni zdobyła złoty medal w rywalizacji drużynowej. Parę dni wcześniej zajął piątą pozycję w rywalizacji indywidualnej. 
Na mistrzostwach świata w Lizbonie w 2002 roku wywalczył indywidualnie złoty medal, pokonując w finale Niemca André Weßelsa. Na rozgrywanych rok później mistrzostwach świata w Hawanie wspólnie z Andreą Cassarą, Salvatore Sanzo i Marco Ramaccim zwyciężył drużynowo. W zawodach indywidualnych był drugi, przegrywając w finale z Niemcem Peterem Joppichem. Następnie Włosi z Vannim w składzie zdobywali: srebro na mistrzostwach świata w Lipsku (2005), brąz podczas mistrzostw świata w Turynie (2006) oraz złoto na mistrzostwach świata w Antalyi (2009).
Wielokrotnie zdobywał medale mistrzostw Europy, w tym złote: indywidualnie na mistrzostwach Europy w Koblencji (2001) oraz drużynowo podczas mistrzostw Europy w Moskwie (2002), mistrzostw Europy w Zalaegerszeg (2005) i mistrzostw Europy w Płowdiwie (2009).